# Blansko (distrikt)
Blansko (tjeckiska: okres Blansko) är ett distrikt i Tjeckien. Det ligger i regionen Södra Mähren, i den östra delen av landet, 170 km öster om huvudstaden Prag. Antalet invånare är 107 689. Arean är 863 kvadratkilometer. Distriktet Blansko gränsar till Brno-venkov, Vyškov, Prostějov, Žďár nad Sázavou och Svitavy. 
Terrängen i distriktet Blansko är huvudsakligen lite kuperad.
Distriktet Blansko delas in i:
- Úsobrno
- Adamov
- Zbraslavec
- Skrchov
- Kněževes
- Senetářov
- Lipovec
- Šebetov
- Vranová
- Závist
- Světlá
- Křtěnov
- Kozárov
- Ústup
- Újezd u Boskovic
- Újezd u Černé Hory
- Černovice
- Černá Hora
- Dlouhá Lhota
- Sebranice
- Petrovice
- Šebrov-Kateřina
- Šošůvka
- Štěchov
- Žernovník
- Žerůtky
- Žďár
- Žďárná
- Louka
- Němčice
- Bukovina
- Rudice
- Býkovice
- Milonice
- Rájec-Jestřebí
- Letovice
- Horní Poříčí
- Ludíkov
- Kunice
- Lhota u Olešnice
- Bedřichov
- Benešov
- Blansko
- Borotín
- Boskovice
- Bořitov
- Holštejn
- Kotvrdovice
- Vanovice
- Uhřice
- Brťov-Jeneč
- Bukovinka
- Olešnice
- Cetkovice
- Chrudichromy
- Crhov
- Deštná
- Doubravice nad Svitavou
- Drnovice
- Lysice
- Petrov
- Knínice u Boskovic
- Kunštát
- Horní Smržov
- Lhota u Lysic
- Lažany
- Velké Opatovice
- Makov
- Prostřední Poříčí
- Habrůvka
- Olomučany
- Hodonín
- Rozseč nad Kunštátem
- Vážany
- Malá Roudka
- Jabloňany
- Skalice nad Svitavou
- Jedovnice
- Vavřinec
- Voděrady
- Lazinov
- Kuničky
- Krhov
- Křetín
- Kořenec
- Krasová
- Kulířov
- Kunčina Ves
- Křtiny
- Valchov
- Lhota Rapotina
- Stvolová
- Lipůvka
- Okrouhlá
- Lubě
- Pamětice
- Suchý
- Malá Lhota
- Míchov
- Vísky
- Sudice
- Obora
- Nýrov
- Svinošice
- Ostrov u Macochy
- Tasovice
- Vysočany
- Sloup
- Vilémovice
- Roubanina
- Rozsíčka
- Ráječko
- Velenov
- Spešov
- Sulíkov
- Svitávka

Följande samhällen finns i distriktet Blansko:
- Blansko
- Boskovice
- Letovice
- Adamov
- Rájec-Jestřebí
- Kunštát
- Jedovnice
- Olomučany
- Petrovice
- Svinošice